# AC Horsens

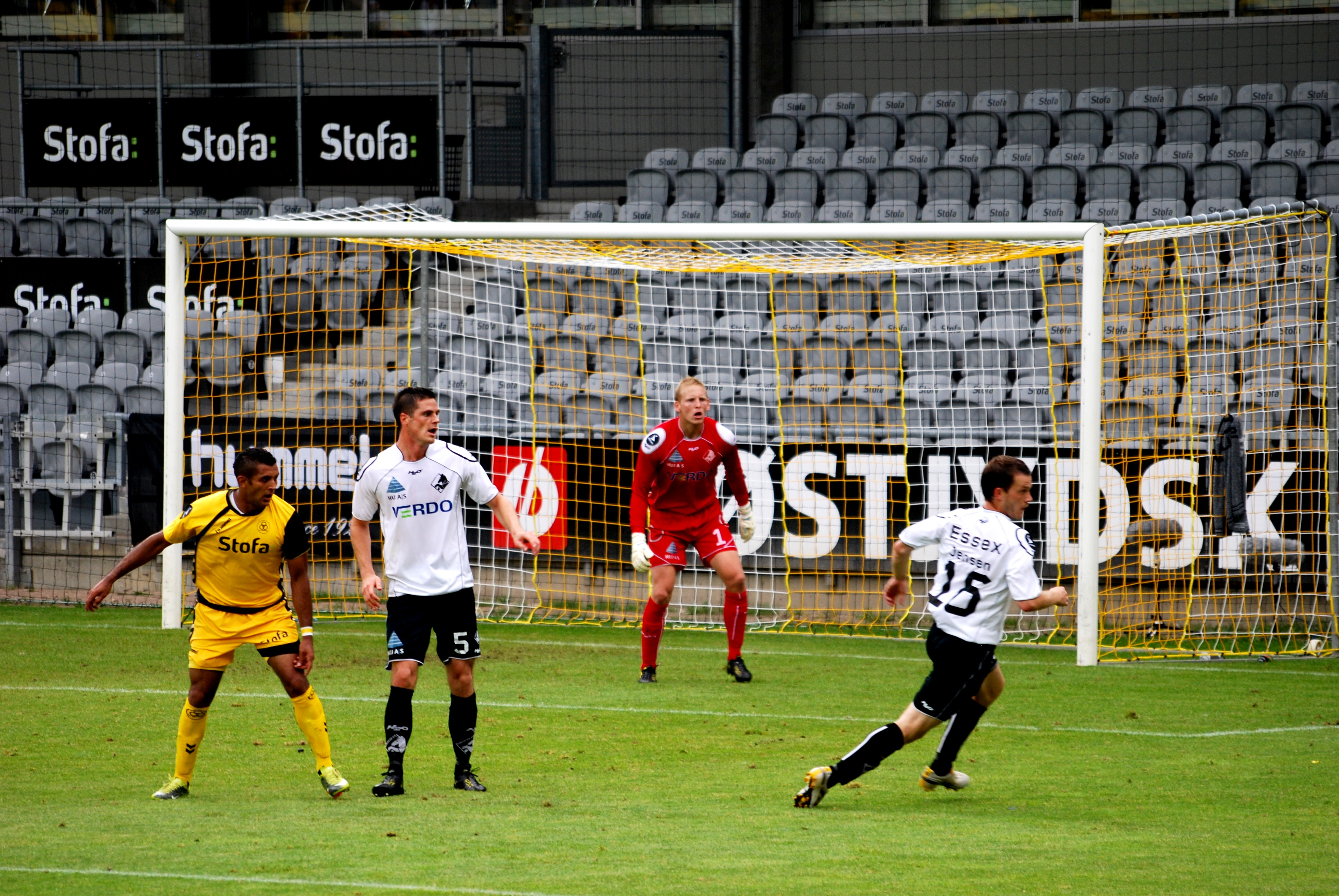
AC Horsens gegen Randers FC in der CASA Arena Horsens 2010

Der Alliance Club Horsens ist ein dänischer Fußballverein aus der Stadt Horsens, Region Midtjylland.

## Geschichte
Der AC Horsens ging 1994 aus einer Fusion der Vereine Horsens fS, FC Horsens, Stensballe IF, Hatting-Torsted IF, Lund IF, KFUM Birkeparken, Egebjerg IF, Juelsminde IF, Gedved IF und Rask Mølle/Åle IF hervor. Hintergrund dieses Zusammenschlusses waren die gezielte Förderung und Ausbildung junger Spieler aus der Region sowie die Verbesserung der ökonomischen und sportlichen Perspektiven.
In der Vergangenheit traten Vereine aus Horsens kaum in Erscheinung. Der HfS spielte von 1927 bis 1932 und von 1967 bis 1970 in der höchsten Spielklasse. Die beste Platzierung war ein dritter Rang im Jahr 1967.
Am 3. November 2023 wurde bekannt, dass die US-amerikanische Unternehmerfamilie Binnie einen 55-Prozentanteil am Klub übernimmt und auch die Klubführung stellt.

## Sportliche Erfolge
Nachdem der ACH im Jahr seiner Gründung die Qualifikation zur SAS-Ligaen verpasst hatte, spielte er ein Jahr in der 1. Division, aus der er nach zwei Relegationsspielen aufgrund der Auswärtstorregel absteigen musste. 1997 gelang der Wiederaufstieg in die 1. Division.
In der Saison 2004/05 sicherte sich der ACH am vorletzten Spieltag vorzeitig den Aufstieg in die SAS-Liga. In der Saison 2008/09 belegte Horsens den 12. und letzten Platz und stieg in die 1. Division ab. Aber nur ein Jahr später, stieg man direkt wieder, als Tabellenführer, in die SAS-Liga auf, in welcher der AC Horsens in der Saison 2011/12 den 4. Platz belegte. Dadurch konnte der Verein in der darauffolgenden Saison an der Qualifikation zur UEFA Europa League teilnehmen. Nach einem 11. Platz in der Saison 2012/13 musste der ACH wieder in die 1. Division absteigen. 
2016 gelang der Wiederaufstieg in die Superliga. Nach der Vorrunde belegte ACH den 10. Platz. Im Anschluss an die folgende Abstiegsrunde wurde der Klassenerhalt in der Relegation sichergestellt.

## Europapokalbilanz
| Saison  | Wettbewerb         | Runde                  | Gegner            | Gesamt | Hin     | Rück    |
| ------- | ------------------ | ---------------------- | ----------------- | ------ | ------- | ------- |
| 2012/13 | UEFA Europa League | 3. Qualifikationsrunde | IF Elfsborg       | 4:3    | 1:1 (H) | 3:2 (A) |
| 2012/13 | UEFA Europa League | Play-offs              | Sporting Lissabon | 1:6    | 1:1 (H) | 0:5 (A) |

Gesamtbilanz: 4 Spiele, 1 Sieg, 2 Unentschieden, 1 Niederlage, 5:9 Tore (Tordifferenz −4)

## Bekannte Spieler
- Steffen Ernemann (2003–2007)
- Niels Lodberg (2004–2012, 2015–2016)
- Blerim Rrustemi (2007)
- Frederik Rönnow (–2013, 2014–2015)
- Peter Nymann (2016–)
- Martin Pusic (2018)
- Matej Delač (2018–)